# Litovska košarkarska reprezentanca
Litovska košarkarska reprezentanca (litovsko Lietuvos nacionalinė vyrų krepšinio rinktinė) je nacionalna reprezentanca, ki v košarki zastopa Litvo na mednarodni ravni. Deluje pod okriljem nacionalne košarkarske federacije Lietuvos Krepšinio Federacija, ki imenuje njenega trenerja, oziroma selektorja. Le-ta nato sestavi moštvo iz po možnosti najboljših košarkarjev, ki so mu na voljo ter jih trenira in vodi na tekmah.
Litovska reprezentanca je med stalnimi sodelujočimi na največjih tekmovanjih, ki potekajo pod okriljem Mednarodne košarkarske zveze, s katerih se po navadi tudi vrača z osvojenimi medaljami ali mesti tik za njimi. Vse to je le posledica dolge tradicije igranja vrhunske košarke v Litvi in njeni veliki priljubljenosti med Litovci.

## Pretekle postave
Evropsko prvenstvo 1937:  1. mesto izmed 8 reprezentanc
Arturas Andrulis, Leonas Baltrunas, Pranas Talzunas, Leopoldas Kepalas, Feliksas Kriauciunas, Pranas Mazeika, Eugenijus Nikolskis, Leonas Petrauskas, Zenonas Puzinauskas, Stasys Sačkus, Juozas Žukas, Česlovas Daukša (selektor: Feliksas Kriaučiūnas)
Evropsko prvenstvo 1939: 1. mesto izmed 8 reprezentanc
Pranas Lubinas, Mykolas Ruzgys, Leonas Baltrūnas, Artūras Andrulis, Jurgis Jurgėla, Pranas Mažeika, Vytautas Norkus, Vytautas Budriūnas, Zenonas Puzinauskas, Feliksas Kriaučiūnas, Vytautas Lesčinskas, Eugenijus Nikolskis, Leonas Petrauskas, Mindaugas Šliūpas (selektor: Pranas Lubinas)
Olimpijske igre 1992: 3. mesto izmed 12 reprezentanc
Arvydas Sabonis, Šarunas Marčiulionis, Valdemaras Chomičius, Rimas Kurtinaitis, Sergėjus Jovaiša, Artūras Karnišovas, Gintaras Einikis, Arūnas Visockas, Darius Dimavičius, Romanas Brazdauskis, Gintaras Krapikas, Alvydas Pazdrazdis (selektor: Vladas Garastas)
Evropsko prvenstvo 1993: brez uvrstitve
SP 1994: brez uvrstitve
EP 1995: 2. mesto izmed 14 reprezentanc
Arvydas Sabonis, Šarūnas Marčiulionis, Artūras Karnišovas, Rimas Kurtinaitis, Valdemaras Chomičius, Gintaras Einikis, Arūnas Visockas, Gintaras Krapikas, Saulius Štombergas, Mindaugas Timinskas, Darius Lukminas, Gvidonas Markevičius (selektor: Vladas Garastas)
OI 1996: 3. mesto izmed 12 reprezentanc
Arvydas Sabonis, Šarūnas Marčiulionis, Artūras Karnišovas, Rimas Kurtinaitis, Saulius Štombergas, Gintaras Einikis, Darius Lukminas, Rytis Vaišvila, Tomas Pačėsas, Eurelijus Žukauskas, Mindaugas Žukauskas (selektor: Vladas Garastas)
EP 1997: 6. mesto izmed 1 6reprezentanc
Artūras Karnišovas, Saulius Štombergas, Gintaras Einikis, Virginijus Praškevičius, Dainius Adomaitis, Darius Maskoliūnas, Kęstutis Šeštokas, Andrius Jurkūnas, Darius Lukminas, Šarūnas Jasikevičius, Mindaugas Timinskas, Eurelijus Žukauskas (selektor: Jonas Kazlauskas)
SP 1998: 7. mesto izmed 16 reprezentanc
Artūras Karnišovas, Saulius Štombergas, Gintaras Einikis, Virginijus Praškevičius, Tomas Masiulis, Mindaugas Žukauskas, Dainius Adomaitis, Darius Maskoliūnas, Darius Lukminas, Šarūnas Jasikevičius, Eurelijus Žukauskas, Tomas Pačėsas (selektor: Jonas Kazlauskas)
EP 1999: 5. mesto izmed 16 reprezentanc
Arvydas Sabonis, Arturas Karnisovas, Saulius Štombergas, Šarūnas Jasikevičius, Gintaras Einikis, Eurelijus Žukauskas, Virginijus Praškevičius, Mindaugas Žukauskas, Tomas Masiulis, Dainius Adomaitis, Darius Maskoliūnas, Kęstutis Marčiulionis (selektor: Jonas Kazlauskas)
OI - Sydney 2000; 3. mesto izmed 12 reprezentanc
Šarūnas Jasikevičius, Saulius Štombergas, Mindaugas Timinskas, Gintaras Einikis, Ramūnas Šiškauskas, Darius Songaila, Eurelijus Žukauskas, Tomas Masiulis, Dainius Adomaitis, Darius Maskoliūnas, Andrius Giedraitis, Kestutis Marciulionis (selektor: Jonas Kazlauskas)
EP 2001: 12. mesto izmed 16 reprezentanc
Šarūnas Jasikevičius, Saulius Štombergas, Ramūnas Šiškauskas, Darius Songaila, Gintaras Einikis, Mindaugas Žukauskas, Mindaugas Timinskas, Eurelijus Žukauskas, Rimantas Kaukėnas, Robertas Javtokas, Donatas Slanina, Andrius Jurkūnas (selektor: Jonas Kazlauskas)
SP 2002: brez uvrstitve
EP 2003: 1. mesto izmed 16 reprezentanc
Šarūnas Jasikevičius, Arvydas Macijauskas, Ramūnas Šiškauskas, Saulius Štombergas, Darius Songaila, Eurelijus Žukauskas, Mindaugas Žukauskas, Donatas Slanina, Kšyštof Lavrinovič, Virginijus Praškevičius, Dainius Salenga, Giedrius Gustas (selektor: Antanas Sireika)
OI Atene 2004: 4. mesto izmed 12 reprezentanc
Šarūnas Jasikevičius, Arvydas Macijauskas, Saulius Štombergas, Ramūnas Šiškauskas, Darius Songaila, Eurelijus Žukauskas, Ksystof Lavrinovic, Dainius Salenga, Robertas Javtokas, Mindaugas Žukauskas, Donatas Slanina, Vidas Ginevičius (selektor: Antanas Sireika)
EP - Srbija 2005: 5. mesto izmed 16 reprezentanc
Ramūnas Šiškauskas, Robertas Javtokas, Mindaugas Žukauskas, Simas Jasaitis, Ksystof Lavrinovic, Darjuš Lavrinovič, Vidas Ginevicius, Paulius Jankūnas, Simonas Serapinas, Giedrius Gustas, Darius Šilinskis, Mindaugas Lukauskis (selektor: Antanas Sireika)
SP - Japonska 2006: 7. mesto izmed 24 reprezentanc
Arvydas Macijauskas, Darius Songaila, Robertas Javtokas, Simas Jasaitis, Mindaugas Žukauskas, Darjuš Lavrinovič, Kšyštof Lavrinovič, Linas Kleiza, Paulius Jankūnas, Giedrius Gustas, Tomas Delininkaitis, Mantas Kalnietis (selektor: Antanas Sireika)
EP - Španija 2007: 3. mesto izmed 16 reprezentanc
Šarūnas Jasikevičius, Ramūnas Šiškauskas, Rimantas Kaukėnas, Simas Jasaitis, Darius Songaila, Ksystof Lavrinovic, Darjus Lavrinovic, Linas Kleiza, Robertas Javtokas, Jonas Mačiulis, Paulius Jankūnas, Giedrius Gustas (selektor: Ramunas Butautas)
OI - Peking 2008: 4. mesto izmed 12 reprezentanc
Šarūnas Jasikevičius, Ramūnas Šiškauskas, Rimantas Kaukėnas, Simas Jasaitis, Ksystof Lavrinovic, Darjus Lavrinovic, Linas Kleiza, Robertas Javtokas, Jonas Mačiulis, Mindaugas Lukauskis, Marius Prekevičius, Marijonas Petravičius (selektor: Ramunas Butautas)
EP - Poljska 2009: 12. mesto izmed 16 reprezentanc 
Artūras Jomantas, Mantas Kalnietis, Tomas Delininkaitis, Simas Jasaitis, Ksystof Lavrinovič, Darjus Lavrinovic, Linas Kleiza, Robertas Javtokas, Jonas Mačiulis, Mindaugas Lukauskis, Andrius Mažutis, Marijonas Petravičius (selektor: Ramunas Butautas)
Evropsko prvenstvo 2011: 5. mesto izmed 24 reprezentanc
Šarūnas Jasikevičius, Rimantas Kaukėnas, Darius Songaila, Mantas Kalnietis, Martynas Pocius, Simas Jasaitis, Tomas Delininkaitis, Paulius Jankūnas, Robertas Javtokas, Marijonas Petravičius, Kšyštof Lavrinovič, Jonas Valanciunas (selektor: Kęstutis Kemzūra)